# Luis Sepúlveda
Luis Sepúlveda Calfucura noto come Luis Sepùlveda (Ovalle, 4 ottobre 1949 – Oviedo, 16 aprile 2020) è stato uno scrittore, giornalista, sceneggiatore, poeta, regista e attivista cileno naturalizzato francese.
Nato in Cile, Sepúlveda lasciò il suo Paese al termine di un'intensa stagione di attività politica, conclusa drammaticamente con l'incarcerazione da parte del regime del generale Augusto Pinochet. Viaggiò a lungo in America Latina e poi nel resto del mondo, anche al seguito degli equipaggi di Greenpeace. Dopo aver risieduto ad Amburgo e a Parigi, andò a vivere in Spagna, nelle Asturie.
Autore di libri di poesia, «radioromanzi» e racconti - oltre allo spagnolo, sua lingua madre, parlava correttamente inglese, francese e italiano - conquistò la scena letteraria con il suo primo romanzo, Il vecchio che leggeva romanzi d'amore, apparso per la prima volta in Spagna nel 1989 e in Italia nel 1993. Pubblicò poi numerosi altri romanzi, raccolte di racconti e libri di viaggio, tra i quali spicca Storia di una gabbianella e del gatto che le insegnò a volare.

## Biografia

### Origini familiari
Gerardo Sepúlveda Tapia (conosciuto anche con il nome di battaglia "Riccardo Blanco"), nonno di Luis Sepúlveda, era un anarchico andaluso che fuggì in America del Sud per evitare una condanna a morte che pendeva su di lui. Anche la sua nascita porta questi segni: nacque infatti in una camera d'albergo mentre i suoi genitori fuggivano a seguito di una denuncia, sempre per motivi politici, contro suo padre fatta dal ricco nonno materno. Il padre, Luis Sepúlveda, era membro del Partito Comunista del Cile e proprietario di un ristorante, mentre la madre, Irma Calfucura, era un'infermiera di origine mapuche.

### Periodo giovanile
Il giovane Luis crebbe a Valparaíso, in Cile, con il nonno paterno e con uno zio, anch'egli anarchico, che gli instillarono l'amore per i romanzi di avventura di Cervantes, Salgari, Conrad, Melville. La vocazione letteraria si manifestò poco dopo e a scuola scriveva racconti e poesie per il giornalino d'istituto. Quindicenne, si iscrisse alla Gioventù comunista. A diciassette anni iniziò a lavorare come redattore del quotidiano Clarín e poi in radio. Nel 1969 vinse il Premio Casa de las Americas per il suo primo libro di racconti, Crónicas de Pedro Nadie, e una borsa di studio di cinque anni per l'Università Lomonosov di Mosca. Nella capitale sovietica rimase però solo pochi mesi: venne infatti espulso per "atteggiamenti contrari alla morale proletaria" a causa dei contatti con alcuni dissidenti, mentre secondo altri avrebbe avuto una relazione con una professoressa che, oltretutto, era moglie del direttore dell'Istituto ricerche marxiste, e dovette rientrare in Cile.

### Produzione letteraria e impegno politico
(Luis Sepúlveda, Patagonia Express, 1995)

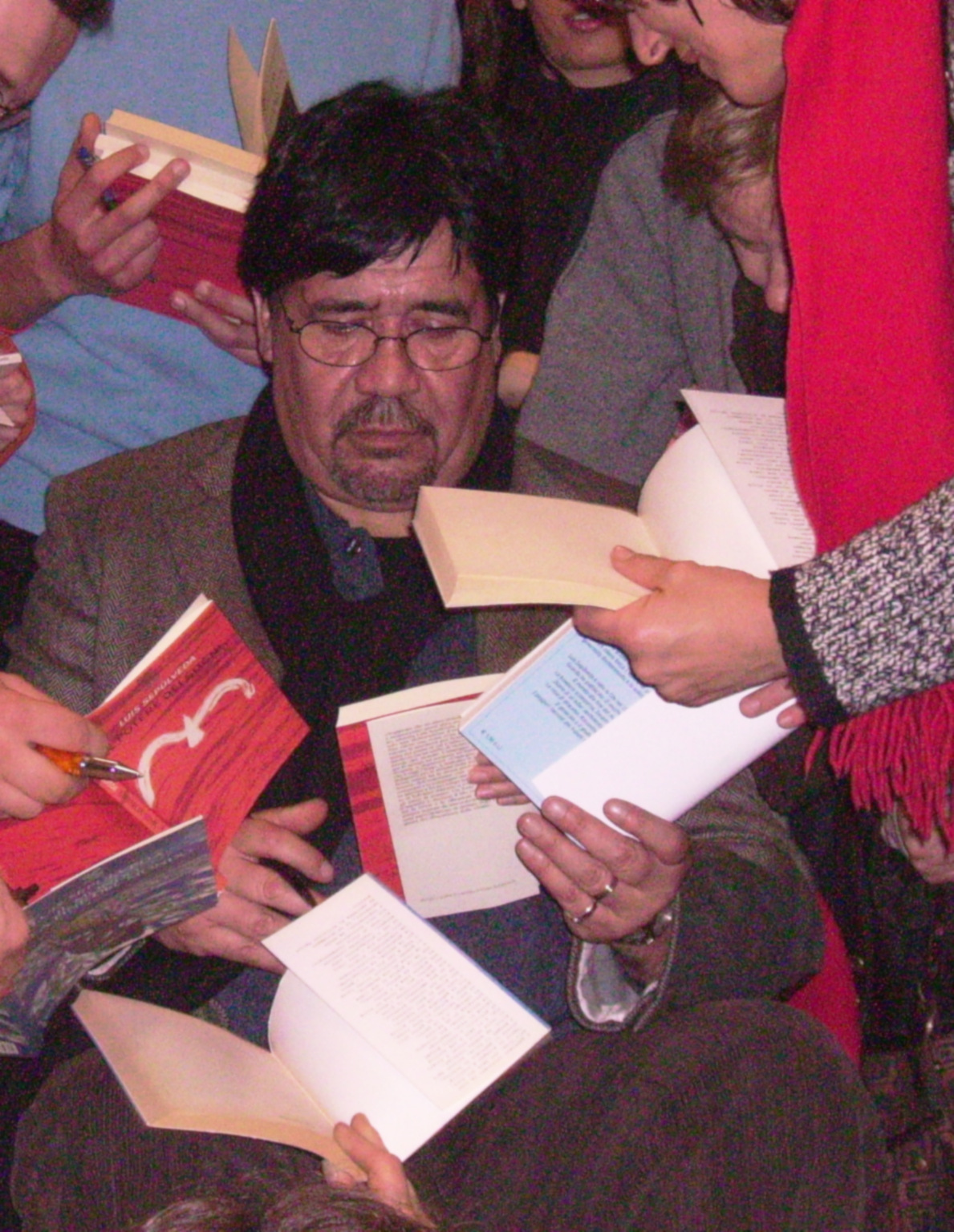
Luis Sepúlveda ad Arona nel 2006

Dopo il ritorno in Cile abbandonò la casa paterna per contrasti con il padre e, al contempo, venne espulso anche dalla Gioventù comunista. Si trasferì allora in Bolivia, dove militò tra le file dell'Esercito di Liberazione Nazionale. Tornato in Cile e conseguito il diploma di regista teatrale, continuò a scrivere racconti e lavorò ad allestimenti teatrali e alla radio (oltre ad essere responsabile di una cooperativa agricola). Entrò anche a far parte del Partito Socialista e della guardia personale del presidente cileno Salvador Allende, il Grupo de Amigos Personales (GAP).
Il giorno del colpo di Stato militare di Pinochet, Luis Sepúlveda si trovava presso l'impianto di distribuzione dell'acqua a circa trenta chilometri dalla capitale del quale era tra i responsabili. Il cinque ottobre, il giorno dopo il suo ventiquattresimo compleanno, fu arrestato e torturato. Passò sette mesi in una cella minuscola in cui era impossibile stare anche solo sdraiati o in piedi. Grazie alle forti pressioni di Amnesty International venne scarcerato e ricominciò a fare teatro ispirato alle sue convinzioni politiche. Questo gli costò un secondo arresto: data la notorietà del personaggio, la giunta militare, che in quegli anni fu responsabile del dramma dei desaparecidos cileni, lo processò ufficialmente ed egli ebbe una condanna a vent'otto anni di carcere che poi, sempre su pressione di Amnesty International, fu commutata nella pena di otto anni d'esilio. In tutto passò due anni e mezzo in carcere.
Nel 1977 lasciò il Cile per andare in aereo in Svezia, dove avrebbe dovuto insegnare lo spagnolo e dove il governo di Thorbjörn Fälldin gli aveva concesso l'asilo politico. Al primo scalo, a Buenos Aires, Sepulveda scappò con l'intenzione di recarsi in Uruguay. Molti dei suoi amici argentini e uruguaiani erano in prigione o erano stati uccisi dai governi dittatoriali di quei Paesi, perciò si diresse prima verso il Brasile, a San Paolo, e poi in Paraguay, Paese che dovette in seguito lasciare per problemi con il regime locale. Si stabilì infine a Quito, in Ecuador, ospite del suo amico Jorge Enrique Adoum. Qui riprese a fare teatro e prese parte a una spedizione dell'UNESCO dedicata allo studio dell'impatto della civiltà sugli indios Shuar. Durante la spedizione ebbe modo di vivere per sette mesi a stretto contatto con gli indios (nativi americani) e arrivò a capire i motivi per i quali i principi del marxismo-leninismo che aveva studiato non erano applicabili all'America Latina, in quanto abitata per la maggior parte da popolazioni rurali dipendenti dall'ambiente naturale.
Nel 1978 raggiunse le Brigate Internazionali Simon Bolivar che stavano combattendo in Nicaragua. Dopo la vittoria nella rivoluzione iniziò a lavorare come giornalista e l'anno successivo si trasferì in Europa. Si stabilì ad Amburgo per la sua ammirazione nei confronti della letteratura tedesca (aveva imparato la lingua in carcere), specialmente per i romantici come Novalis e Hölderlin. Lavorò come giornalista facendo molti viaggi tra Sud America e Africa. Visse poi in Francia per un lungo periodo e prese la cittadinanza francese.
Nel 1982 venne in contatto con l'organizzazione ecologista Greenpeace e lavorò fino al 1987 come membro di equipaggio su una delle loro navi; successivamente agì come coordinatore tra i vari settori dell'organizzazione. Nel 1989 poté ritornare in Cile, ma dal 1996 visse in Spagna a Gijón fino al 27 febbraio 2020.

### Malattia e morte
Nel febbraio 2020 Sepúlveda rimase contagiato dal SARS-CoV-2; in quei giorni era in Portogallo, ospite al festival letterario del Correntes d’Escritas, tenutosi a Povoa de Varzim, nel nord ovest del territorio lusitano. Avvertì i primi sintomi di COVID-19 il 25 febbraio, e due giorni dopo venne ricoverato all'Hospital Universitario Central de Asturias di Oviedo, dove morì il 16 aprile dello stesso anno.

## Vita privata
Nel 1971 Luis Sepúlveda sposò in prime nozze la poeta Carmen Yáñez detta "Pelusa", che gli diede un figlio, Carlos Lenin Sepúlveda Yáñez. Entrambi i coniugi, arrestati e torturati dal regime di Pinochet, fuggirono dal Cile (Luís nel 1977, Carmen nell'81) e presero la via dell'esilio. Lo scrittore si trasferì ad Amburgo dove sposò Margarita Seven, conosciuta in Ecuador, che gli diede altri tre figli. Nel 1981 reincontrò in Svezia la prima moglie con la quale mantenne rapporti di affettuosa amicizia e stima. Nel 1996 divorziò dalla seconda moglie per tornare con Carmen, con la quale si risposò nel 2004.

## Opere
- (ES) Crónicas de Pedro Nadie, La Habana, Casa de las Américas, 1969.

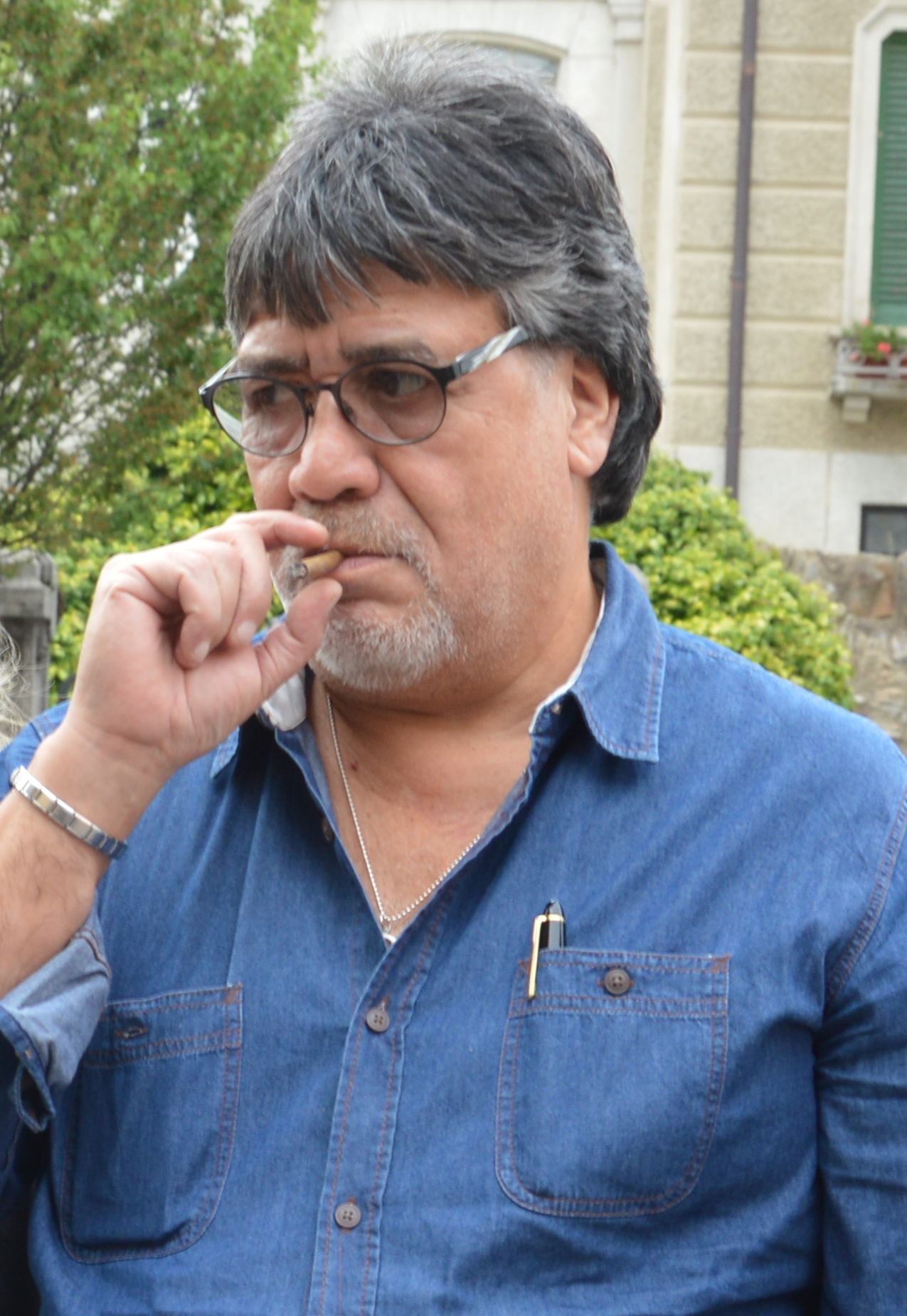
Sepúlveda in Italia nel 2013, ospite del Premio Chiara a Luino

- (ES) Los miedos, las vidas, las muertes y otras alucinaciones, Stockholm, Editorial Nordan Comunidad, 1984.
- (ES) Cuaderno de viaje, Madrid, Fundación Colegio del Rey de Alcalá de Henares, 1986.
- Il vecchio che leggeva romanzi d'amore (Un viejo que leía novelas de amor, Madrid, Júcar, 1989).  -, Parma, Guanda, 1993, ISBN 88-7746-644-8.
- Il mondo alla fine del mondo (Mundo del fin del mundo, Dénia, Ajuntament, 1991).  -, Parma, Guanda, 1994, ISBN 88-7746-691-X.
- Un nome da torero (Nombre de torero, Barcelona, Tusquets, 1994).  -, Parma, Guanda, 1995, ISBN 88-7746-769-X.
- La frontiera scomparsa (La frontera extraviada, 1994).  -, Parma, Guanda, 1996, ISBN 88-7746-853-X.
- Patagonia express. Appunti dal sud del mondo (Patagonia express. Apuntes de viaje, Barcelona, Tusquets, 1995).  -, Milano, Feltrinelli, 1995, ISBN 88-7108-121-8.
- Storia di una gabbianella e del gatto che le insegnò a volare (Historia de una gaviota y del gato que le enseñó a volar, Barcelona, Tusquets, 1996).  -, Firenze, Salani, 1996, ISBN 88-7782-512-X.
- Incontro d'amore in un paese in guerra (Desencuentros, Barcelona, Tusquets, 1997).  -, Parma, Guanda, 1997, ISBN 88-7746-988-9.
- Diario di un killer sentimentale (Diario de un killer sentimental, Barcelona, Tusquets, 1998).  -, Parma, Guanda, 1998, ISBN 88-7746-985-4.
- Jacaré (Yacaré, Barcelona, Tusquets, 1998).  -, Parma, Guanda, 1999, ISBN 88-8246-034-7.
- Le rose di Atacama (Historias marginales, Barcelona, Seix Barral, 2000).  -, Parma, Guanda, 2000, ISBN 88-8246-271-4.
- Raccontare, resistere - Conversazioni con Bruno Arpaia, con Bruno Arpaia, Parma, Guanda, 2002, ISBN 88-8246-342-7.
- Il generale e il giudice (La locura de Pinochet y otros artículos, Literastur, 2002).  -, Parma, Guanda, 2003, ISBN 88-8246-614-0.
- Una sporca storia (Moleskine. Apuntes y reflexiones, Ediciones B, 2004).  -, Parma, Guanda, 2004, ISBN 88-8246-765-1.
- I peggiori racconti dei fratelli Grim (Los peores cuentos de los Hermanos Grim, con Mario Delgado Aparaín, Roca, 2004).  -, Parma, Guanda, 2005, ISBN 88-8246-853-4.
- Il potere dei sogni (El poder de los sueños).  -, Parma, Guanda, 2006, ISBN 88-8246-905-0.
- Cronache dal Cono Sud (Los calzoncillos de Carolina Huechuraba y otras crónicas).  -, Parma, Guanda, 2007, ISBN 978-88-6088-022-2.
- La lampada di Aladino e altri racconti per vincere l'oblio (La lámpara de Aladino y otros cuentos para vencer al olvido).  -, Parma, Guanda, 2008, ISBN 978-88-6088-141-0.
- L'ombra di quel che eravamo (La sombra de lo que fuimos, Pozuelo de Alarcon, Espasa Calpe, 2009).  -, Parma, Guanda, 2009, ISBN 978-88-6088-620-0.
- Ritratto di gruppo con assenza (Historias de aquí y de allá).  -, Parma, Guanda, 2010, ISBN 978-88-6088-584-5.
- Ultime notizie dal Sud (Ultimas noticias del Sur).  -, Parma, Guanda, 2011, ISBN 978-88-6088-660-6.
- Storia di un gatto e del topo che diventò suo amico (Historia de Mix, de Max y de Mex).  -, Parma, Guanda, 2012, ISBN 978-88-235-0333-5.
- Tutti i racconti, Bruno Arpaia (a cura di), Parma, Guanda, 2012, ISBN 978-88-6088-718-4.
- Ingredienti per una vita di formidabili passioni (Escritura en tiempos de crisis. Articulos y reflexiones).  -, Parma, Guanda, 2013, ISBN 978-88-235-0393-9.
- Storia di una lumaca che scoprì l'importanza della lentezza (Historia de un caracol que descubrió la importancia de la lentitud).  -, Parma, Guanda, 2013, ISBN 978-88-235-0503-2.
- Un'idea di felicità, con Carlo Petrini, Parma-Bra, Guanda-Slow food, 2014, ISBN 978-88-235-0849-1.
- L'avventurosa storia dell'uzbeko muto (El Uzbeko mudo y otras historias clandestinas).  -, Parma, Guanda, 2015, ISBN 978-88-235-1128-6.
- Storia di un cane che insegnò a un bambino la fedeltà (Historia de un perro llamado Leal).  -, Parma, Guanda, 2015, ISBN 978-88-235-1029-6.
- La fine della storia (El fin de la historia).  -, Parma, Guanda, 2016, ISBN 978-88-235-0805-7.
- Storie ribelli, Parma, Guanda, 2017, ISBN 978-88-235-1966-4.
- Tutte le favole, Parma, Guanda, 2017, ISBN 978-88-235-1990-9.
- Vivere per qualcosa, Parma-Bra, Guanda-Slow food, 2017, ISBN 978-88-235-2091-2.
- Storia di una balena bianca raccontata da lei stessa (Historia de una ballena blanca contada por ella misma).  -, Parma, Guanda, 2018, ISBN 978-88-235-2196-4.

## Premi e riconoscimenti
Luis Sepulveda ha ricevuto, tra gli altri, i seguenti premi letterari:
- Premio "Casa de las Americas" (1969)
- Premio "Gabriela Mistral" per la poesia (1976)
- Premio "Città Alcala de Henares" (1985)
- Premio "Tigre Juan" (1988)
- Premio "Racconto breve "La Felguera"" (1990)
- Premio "France Culture Award Etrangère" (1992)
- Premio "Relais H Prix d'Evasion romana" (1992)
- Premio Internazionale "Ennio Flaiano" (1994)
- Premio Internazionale "Grinzane Cavour" (1996)
- Premio "Ovidio International Award" (1996)
- Premio "Terra Award" (1997)
- Premio della Critica in Cile (2001)
- Premio "Primavera Fiction Prize" (2009)
- Premio Chiara alla Carriera (2014)[6]
- Premio "Taobuk Award" per l'eccellenza letteraria (2014)[7]
- Premio letterario Alessandro Manzoni alla carriera (2015)

Luis Sepulveda ha ricevuto, tra le altre, le seguenti onorificenze:
- Dottore Honoris Causa dalla Facoltà di Lettere presso l'Università di Tolone (Francia)
- Dottore Honoris Causa dalla Facoltà di Lettere presso l'Università di Urbino (Italia)
- Cittadino onorario del comune di Pietrasanta (LU) dal 2005

## Filmografia
- 2002 - Nowhere
- 2002 - Corazonverde – documentario di cui è regista insieme a Diego Meza

Da alcuni suoi romanzi sono stati ricavati film di successo:
- 1998 - La gabbianella e il gatto, regia di Enzo D'Alò – film d'animazione nel quale ha lavorato come doppiatore nella versione italiana.
- 2001 - Il vecchio che leggeva romanzi d'amore, regia di Rolf de Heer con Richard Dreyfuss (Antonio José Bolívar Proaño), Hugo Weaving (Rubicondo) e Timothy Spall (Luis Agalla) – sceneggiatore.